# Hetpet
Hetpet est une noble dame de la Ve dynastie égyptienne, prêtresse d’Hathor.

## Sépulture

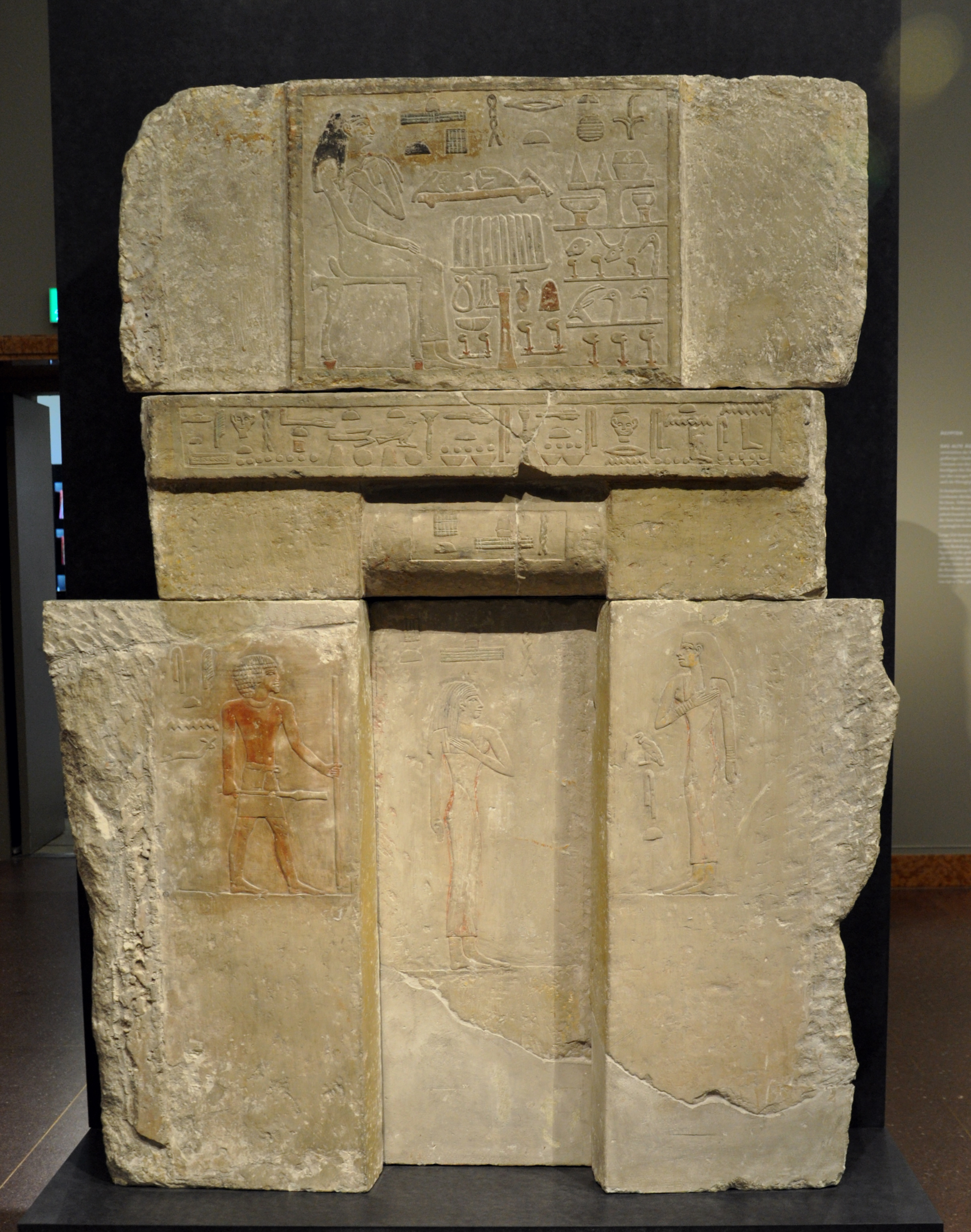
Fausse-porte de la tombe d'Hetpet (Liebieghaus)
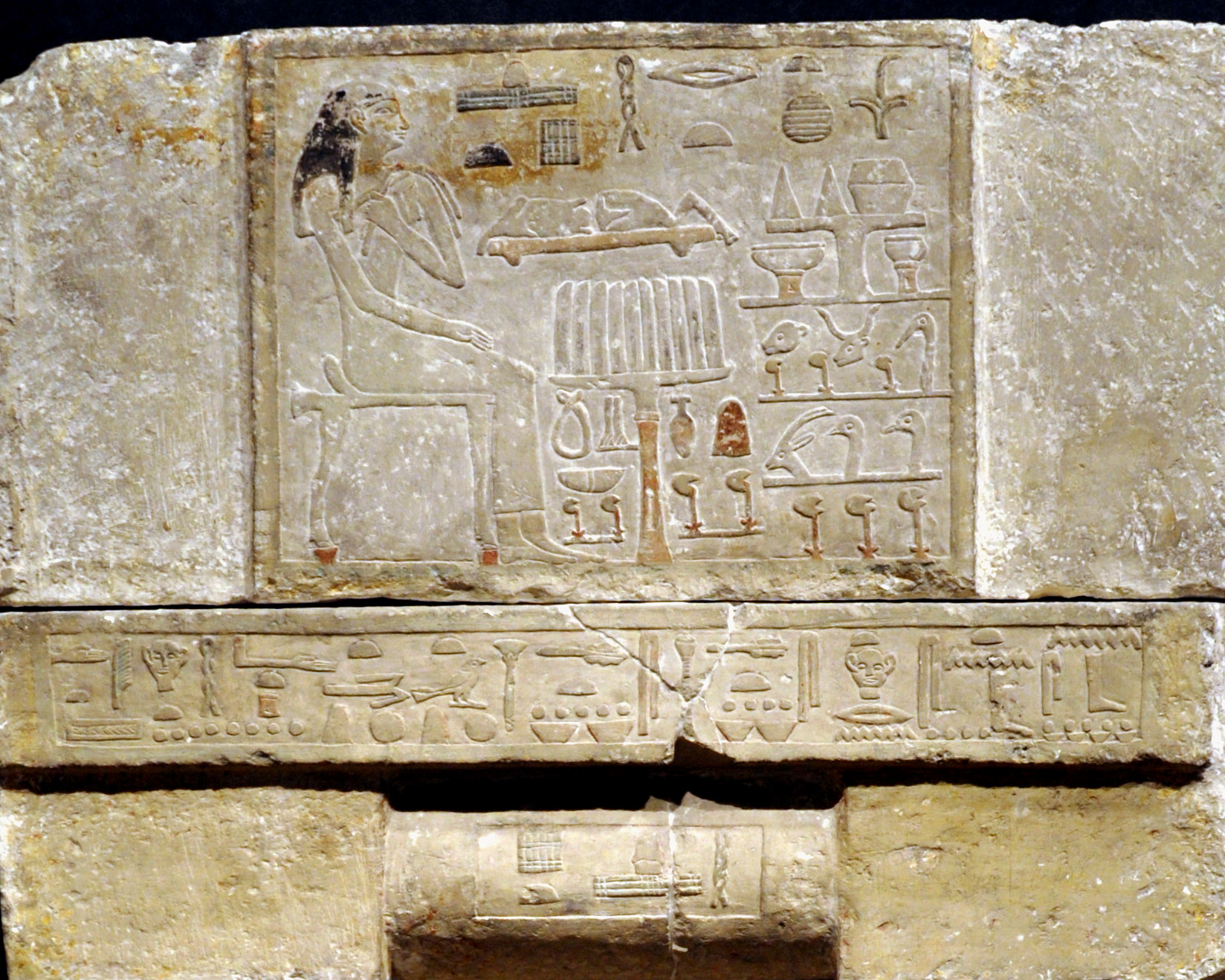
Détail de la fausse-porte de la tombe d'Hetpet (Liebieghaus)

Sa tombe a été découverte en 1909 par Carl Maria Kaufmann grâce à des blocs de pierre portant son nom, provenant de l’entrée de son tombeau. Plusieurs blocs sont au Musée égyptien de Berlin ainsi qu'à la villa Liebieghaus à Francfort en Allemagne. Sa tombe a été redécouverte en 2017 dans un cimetière proche de la pyramide de Khéops par une équipe d'archéologues égyptiens dirigée par Mostafa Waziri, secrétaire général du conseil suprême des Antiquités.
Certaines peintures de la chapelle de sa tombe sont très bien conservées ; certaines sont assez peu communes : on y voit notamment un orchestre, un singe qui danse ou encore des danseuses aux seins nus.
On ne connait pratiquement pas sa famille : le nom son père a été partiellement préservé et commence par Nef....